# Klappholz
Klappholz (tiếng Đan Mạch: Klapholt) là một đô thị thuộc huyện Schleswig-Flensburg, trong bang Schleswig-Holstein, nước Đức. Đô thị Klappholz có diện tích 8,22 km², dân số thời điểm 31 tháng 12 năm 2006 là 531 người.